# 쇠고기 국수
쇠고기 국수는 쇠고기를 넣은 국수 요리이다.

## 지역별 쇠고기 국수

### 한국
돼지고기로 만드는 제주도의 고기국수와 달리 육지의 육면(肉麵)은 쇠고기로 만든다. 갈비탕 같은 쇠고기국에 당면을, 설렁탕이나 꼬리곰탕 같은 뼈국에 소면을 말아 내기도 한다. 국수장국이나 냉면 등의 국수 요리를 만들 때도 쇠고기육수가 흔히 쓰인다.

### 중화권
중화권에서 쇠고기 국수는 뉴러우몐(중국어 간체자: 牛肉面, 정체자: 牛肉麵, 병음: niúròu miàn, 한자음: 우육면)이라 불리며, 타이완 뉴러우몐(臺灣牛肉麵)과 란저우 뉴러우몐(兰州牛肉面) 등이 유명하다.

### 동남아시아
베트남에서는 퍼 보(phở bò) 등의 쇠고기 국수를 먹으며, 보 코에 국수를 말아 퍼 보 코(phở bò kho)나 후띠에우 보 코(hủ tiếu bò kho)로 즐기기도 한다.
태국에서는 꾸아이띠아오 느아(ก๋วยเตี๋ยวเนื้อ) 등의 쇠고기 국수를 먹는다.
필리핀에서는 마미(mami) 등의 쇠고기 국수를 먹는다.

## 사진

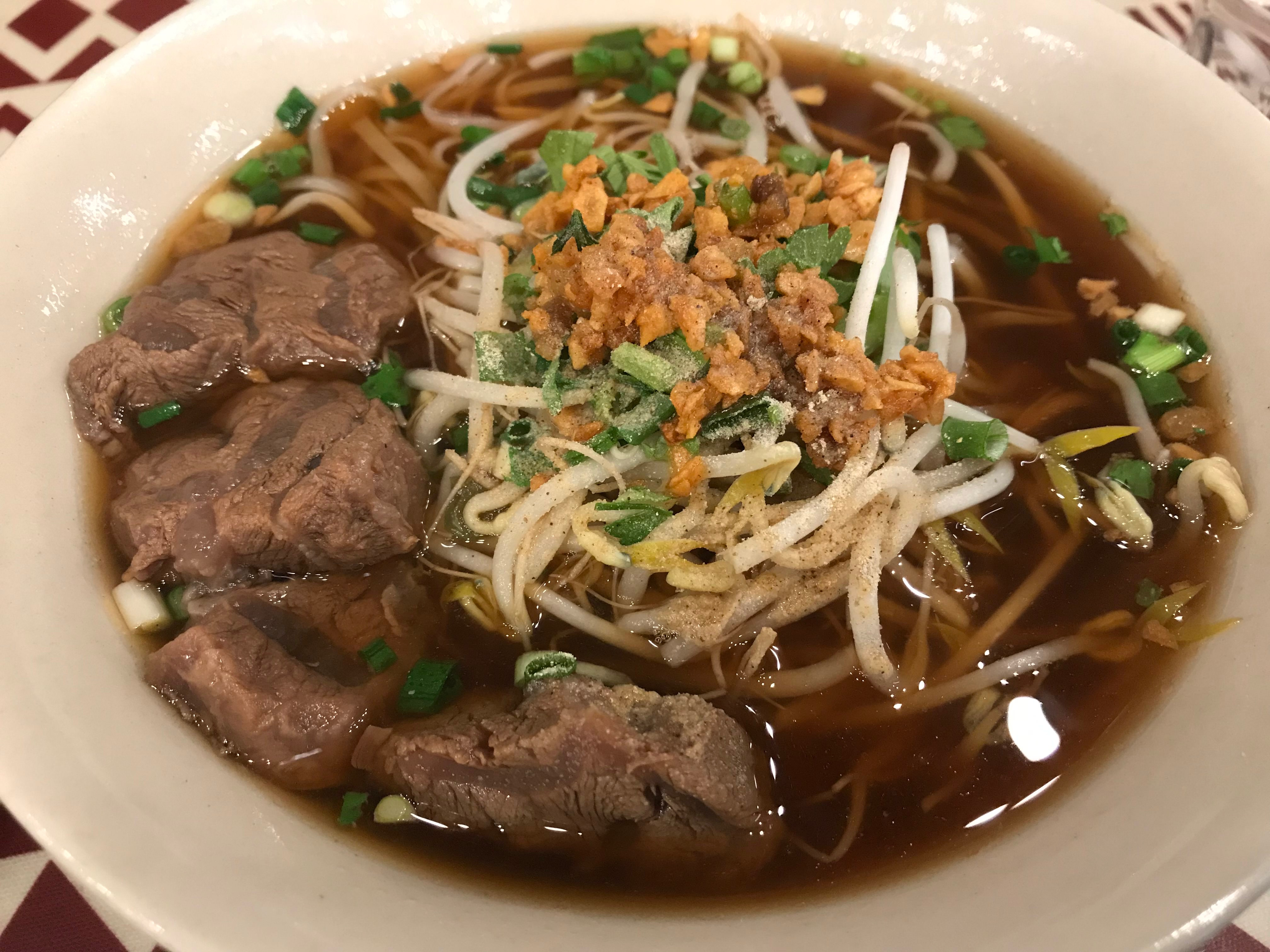
꾸아이띠아오 느아 (태국)
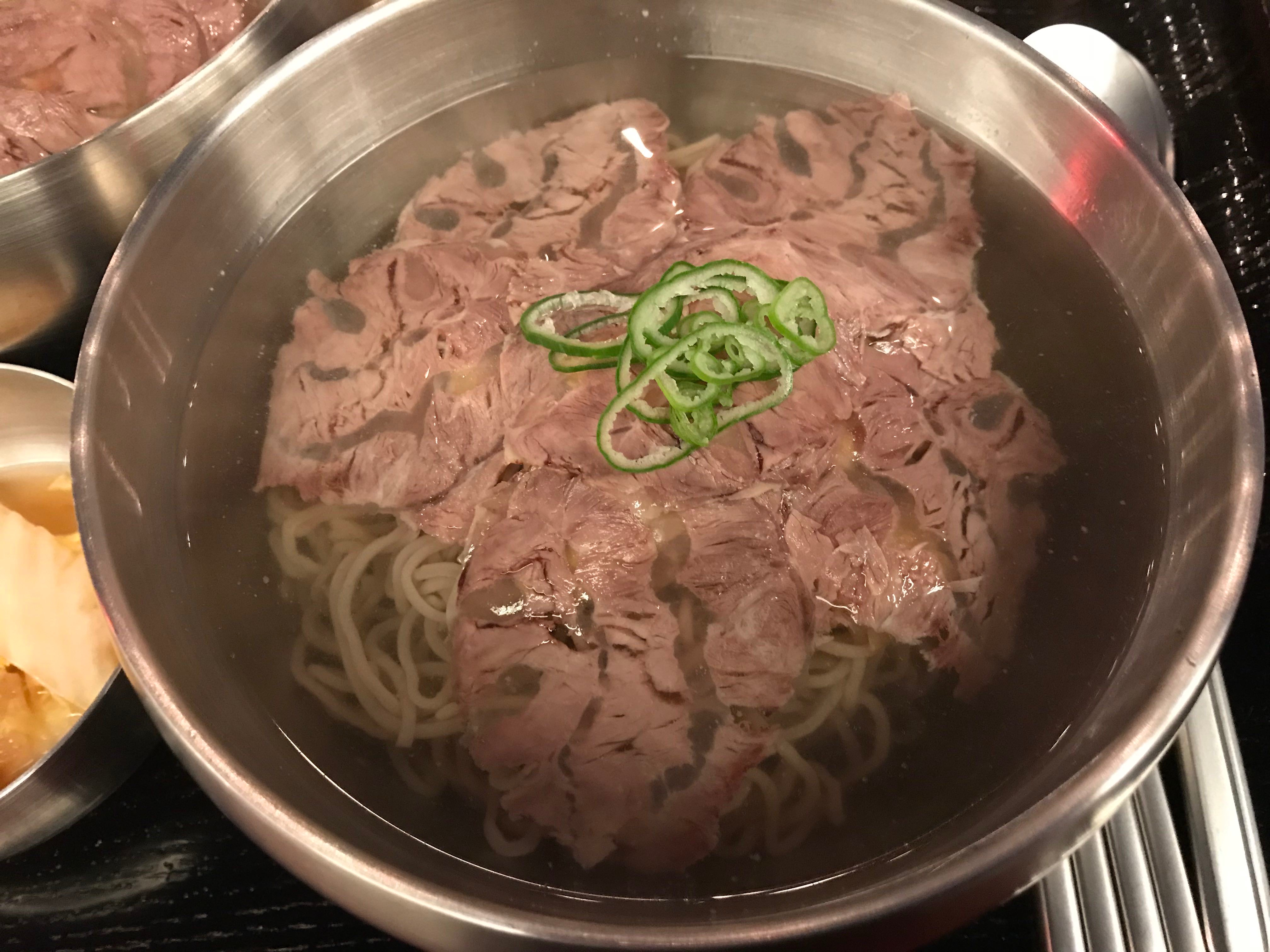
냉면 (한국)
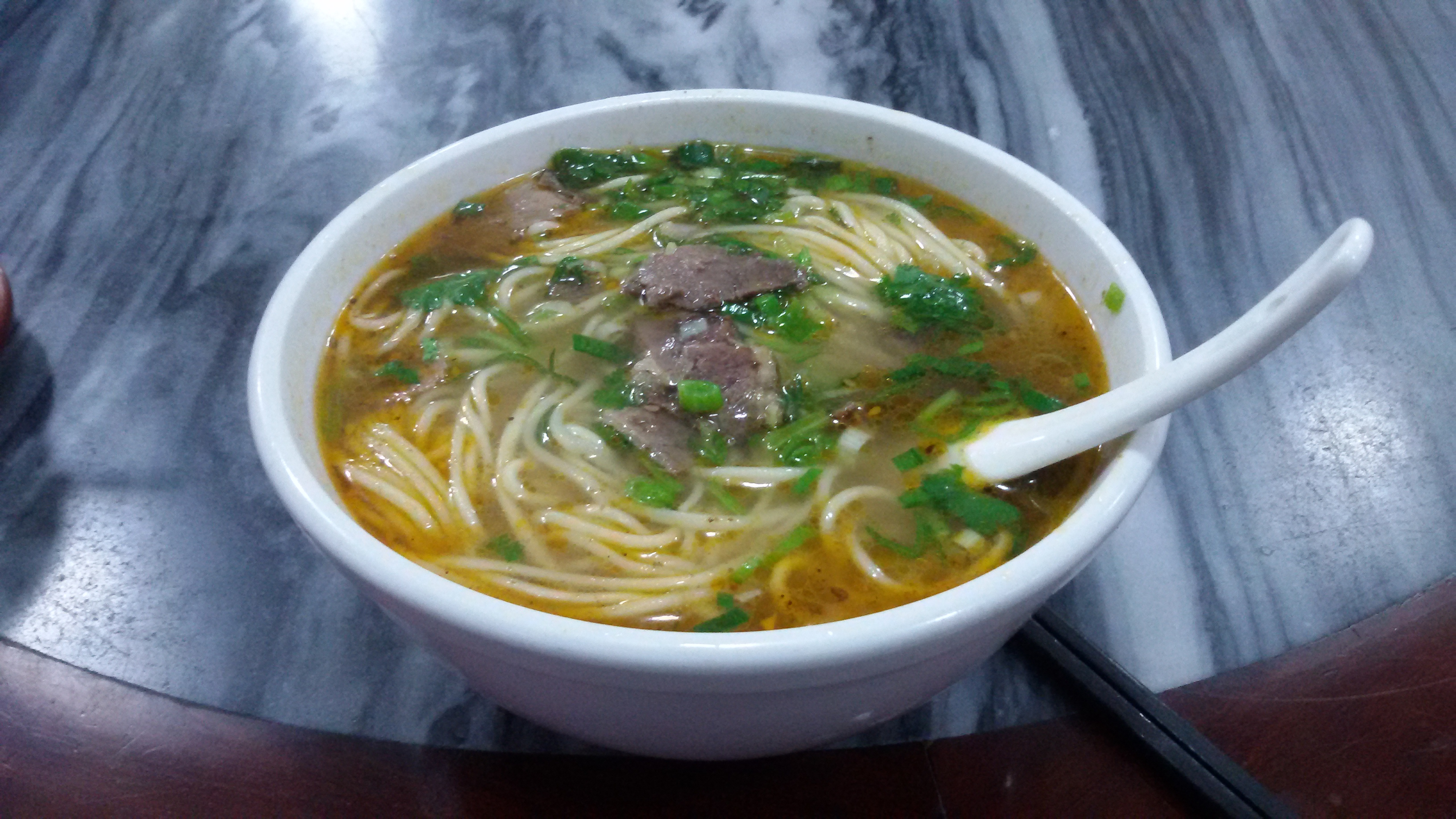
뉴러우몐 (중국 란저우)
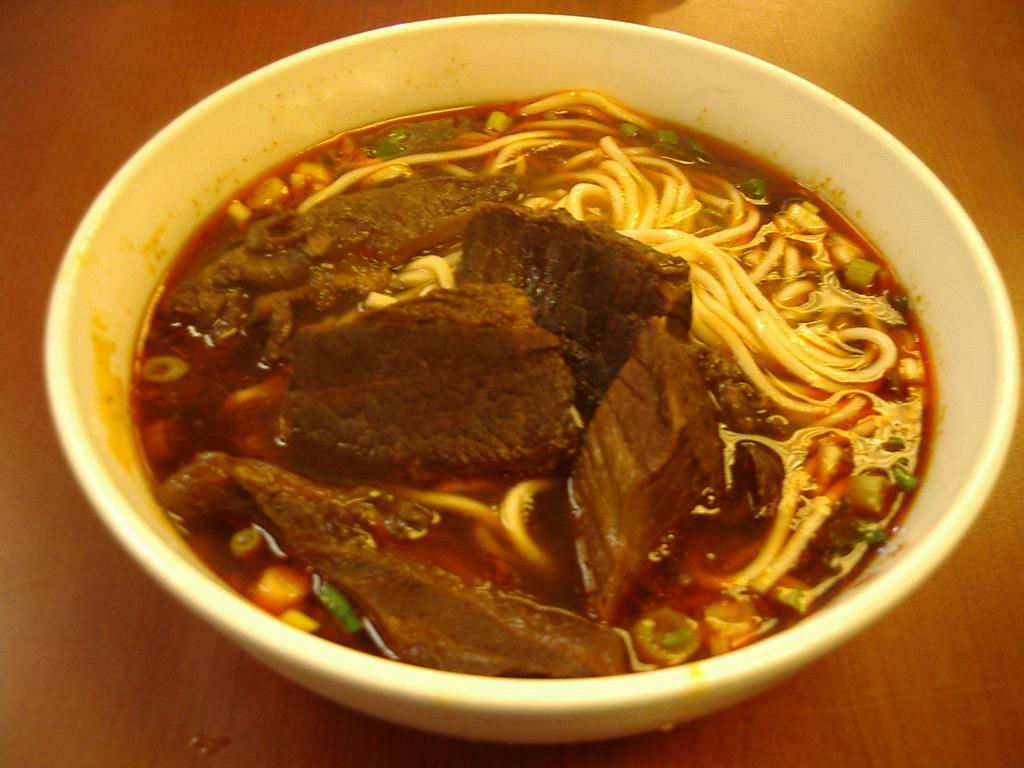
뉴러우몐 (타이완)
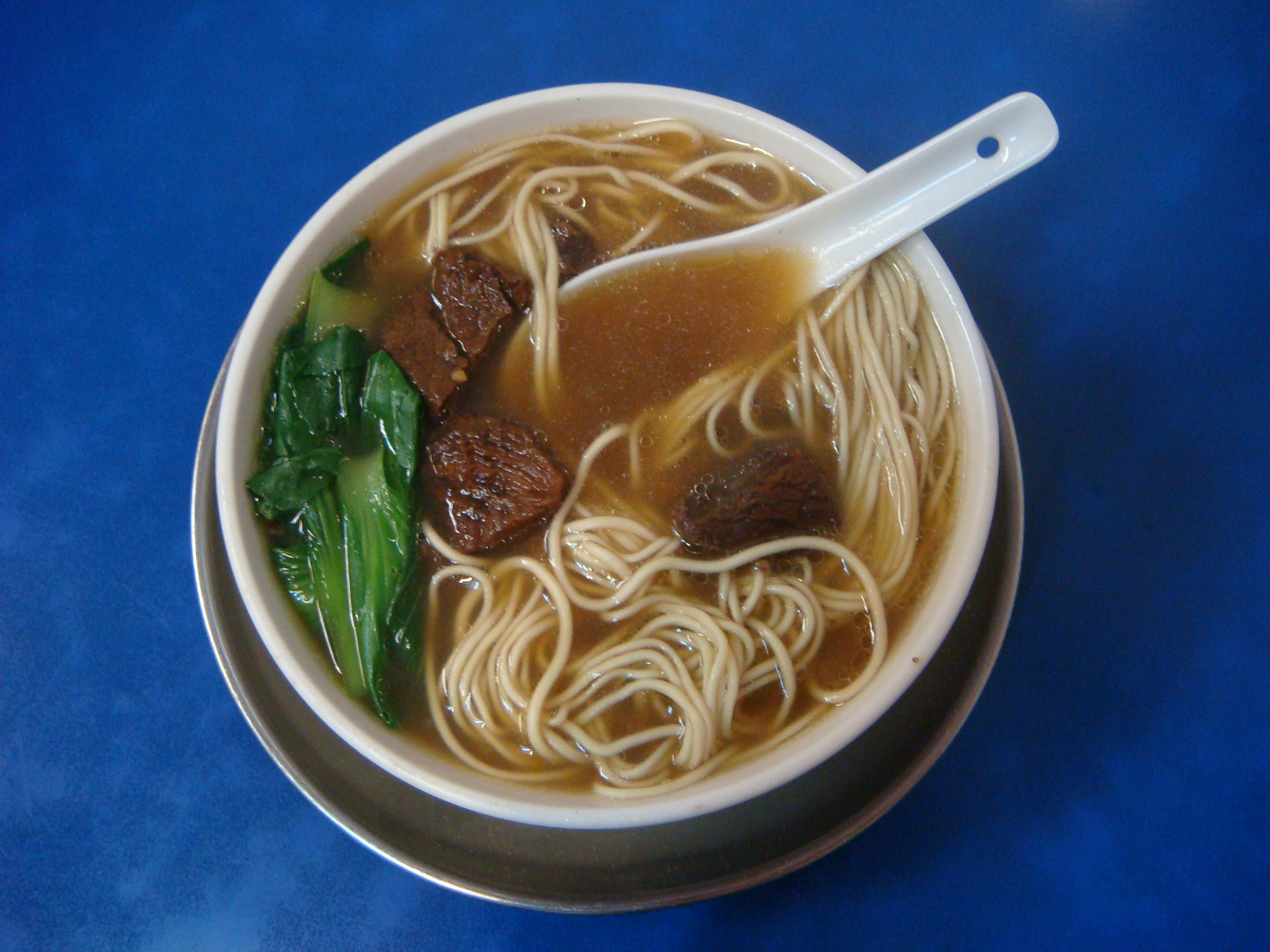
마미 (필리핀)
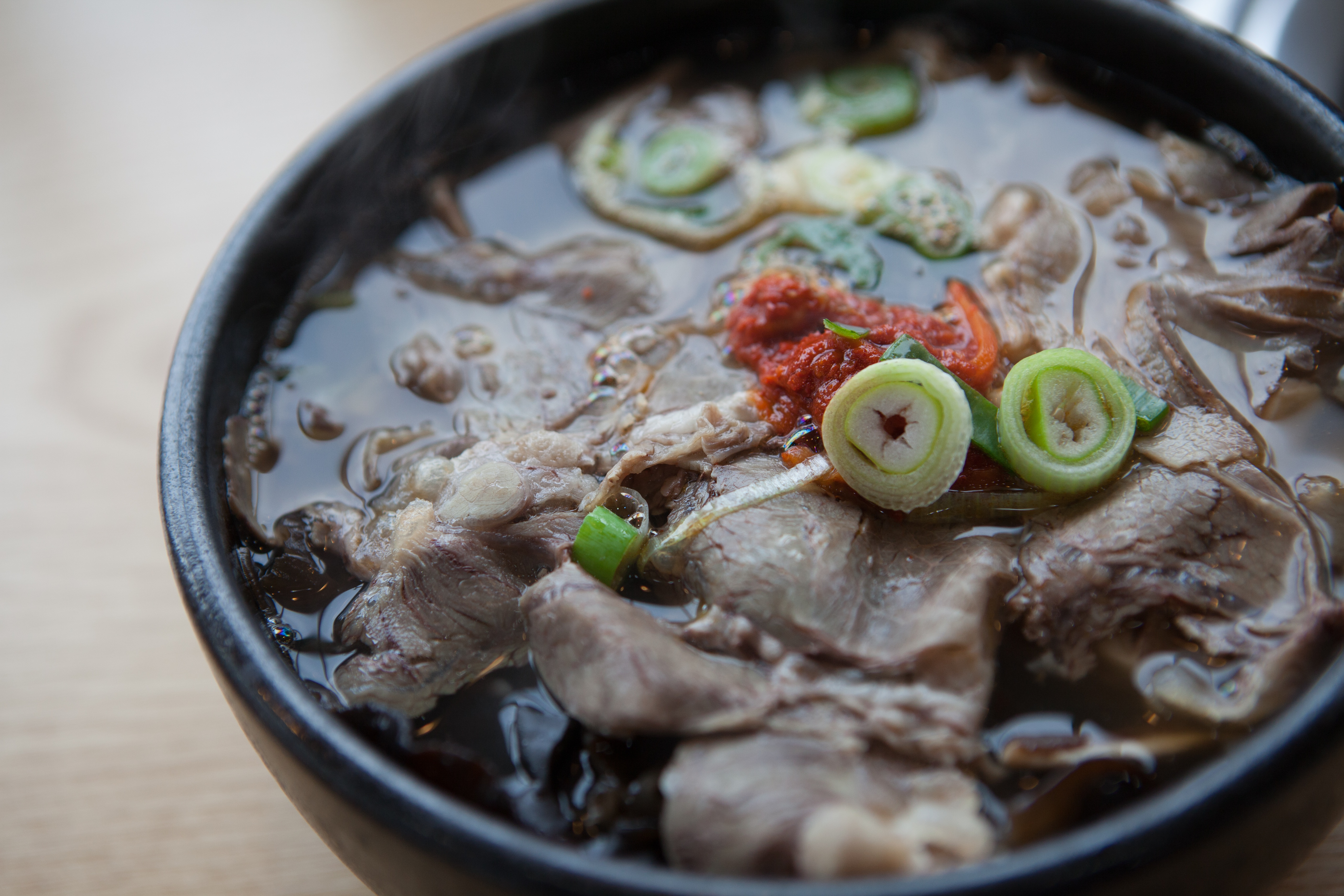
육면 (한국)
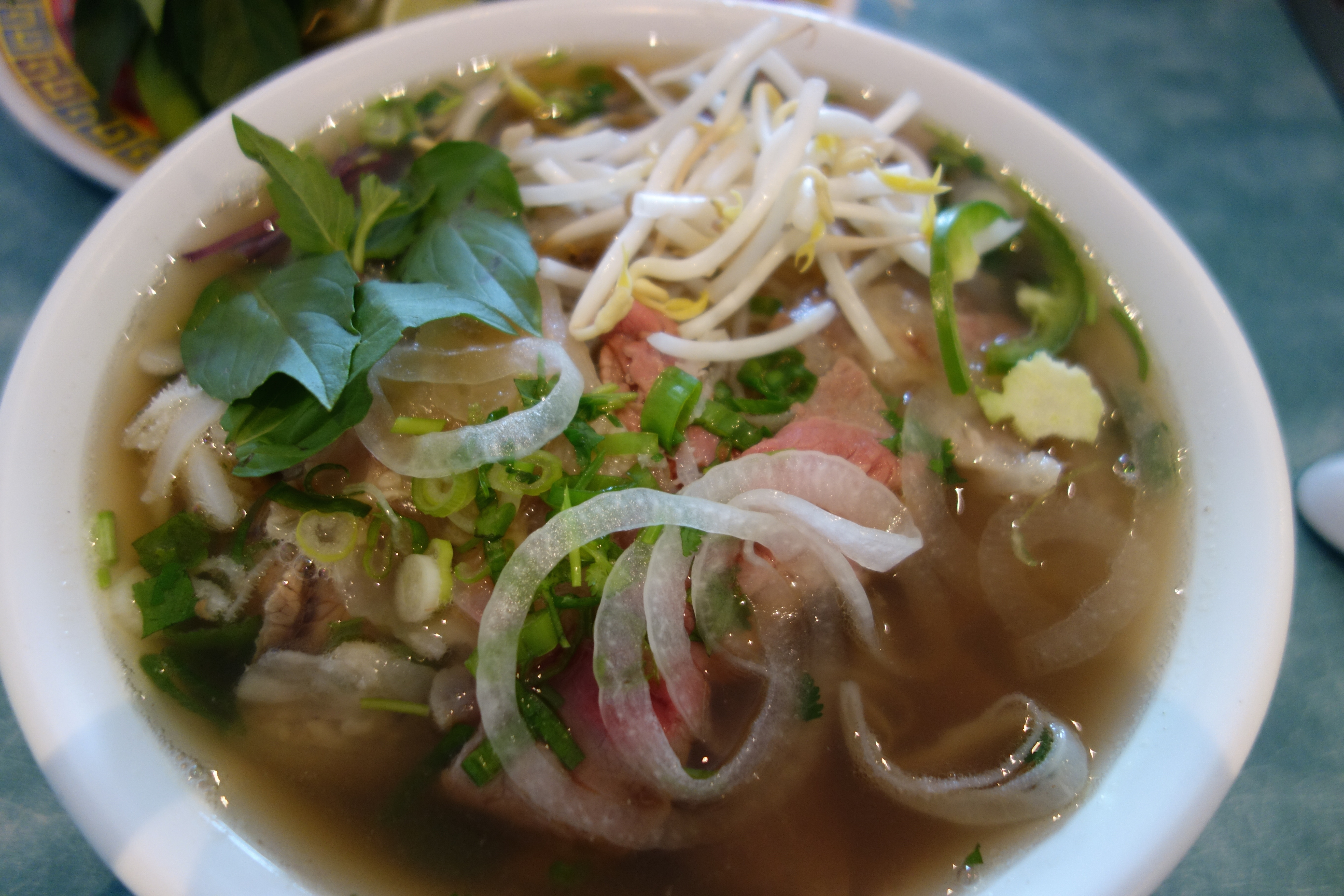
퍼 보 (베트남)
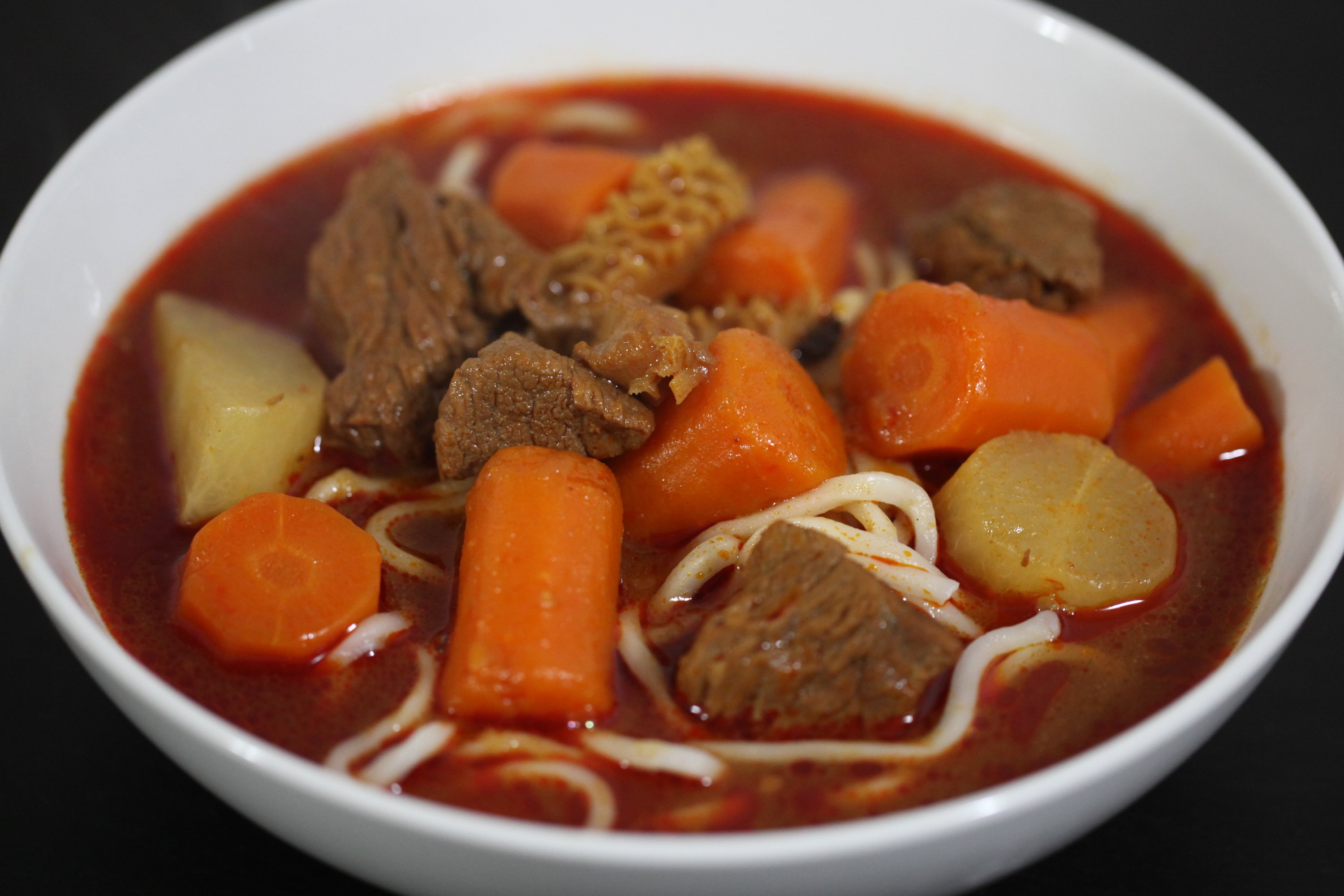
후띠에우 보 코 (베트남)

## 같이 보기
- 쇠고기국
- 쇠고기국밥
- 국물국수